# Moehringia umbrosa
Moehringia umbrosa är en nejlikväxtart som först beskrevs av Aleksandr Andrejevitj Bunge, och fick sitt nu gällande namn av Edward Fenzl. Moehringia umbrosa ingår i släktet skogsnarvar, och familjen nejlikväxter. Inga underarter finns listade i Catalogue of Life.